# Luis Gudiño Krámer
 Luis Gudiño Krámer nacido como Luis Fernando Santiago Carlos Gudiño Krámer, el 28 de enero de 1898 en Villa Urquiza, Entre Ríos y fallecido en Córdoba, Argentina el 20 de septiembre de 1973. Fue un destacado escritor, cuentista, poeta y periodista.

## Reseña biográfica
Luís Gudiño Krámer nació en Villa Urquiza y pasó su infancia en la ciudad de La Paz (Entre Ríos).  Fue un autodidacta, abandonó sus estudios secundarios  y después de ejercer los más disímiles oficios y cargos, ancló definitivamente en el periodismo, como secretario de redacción de “El Litoral”, y como director de la colección “Nuevo Mundo” de la editorial santafesina Colmegna. Entre aquellos oficios y trabajos, se desempeñó como empleado de banco, comisario de vapor de carga, empleado de una comisión de fomento, remador, mayordomo de campo, escribiente de barraca, topógrado del Instituto Geográfico Militar de Buenos Aires, Mendoza y San Juan; integrante de comisiones geodésicas de triangulación, medición, secretario de policía y comisario en Garay y San Javier (Santa Fe), y filatelista.
En 1954 efectuó un viaje por Rusia. Murió en Córdoba el 20 de septiembre de 1973.
Publicó Aquerenciada soledad (1940); Caballos; Señales en el viento; Tierra ajena; Cuentos de Fermín Ponce (1965); Sin destino aparente (novela, 1959); y los ensayos Folklore y colonización (Colmegna, 1959); Escritores y plásticos del Litoral (1955); Exaltación de los valores humanos en la obra de Hudson; Médicos, magos y curanderos. Bajo el seudónimo de L. F. Oribe publicó el ensayo El río Paraná protagonista. Frecuentó la temática social, y su vasto poema “Don Gauna” es una clara manifestación de su estilo coloquial y sencillo.

## Obras
- 1936 - Cuentos cortos. Cartagena de Indias : Jabobo Delvalle R.[3]
- 1940 - Aquerenciada soledad; Buenos Aires ; Centro Editor de América Latina.[4]
- 1942 - Médicos, magos y curanderos. Buenos Aires, Emecé editores, s.a.[5]
- 1942 - Exaltación de los valores humanos en la obra de Hudson.
- 1943 - Tierra ajena. Buenos Aires : Editorial Lautaro.[6]
- 1943 - Tierra ajena. Buenos Aires : Editorial Luataro  - Edición en inglés Ann Arbor, Míchigan: University of Michigan Library.[7]
- 1947 - Colonización judía en el litoral, Davar n° 14, citado por Carl Solberg, Immigration and Nationalism: Argentina and Chile, 1890–1914.[8]
- 1948 - Señales en el viento; Buenos Aires, S. Rueda.[9]
- 1955 - Escritores y plásticos del Litoral; Santa Fe [Argentina], Editorial Castellví.[10]
- 1959 - Sin destino aparente (novela);  Buenos Aires, Editorial Platina.[11]
- 1959 - Folklore y colonización Santa Fe [Argentina] Ediciones Colmegna.[12]
- 1965 - Cuentos de Fermín Ponce, Buenos Aire, Cooperativa Editorial Hoy en la Cultura.[13]
- 1966 - La creciente y otros cuentos, Buenos Aires] Editorial Universitaria de Buenos Aires.[14]
- 1966 - Hermosas criaturas. Buenos Aires : Editorial Universitaria de Buenos Aires.[15]
- 1968 - Caballos; Buenos Aires : Paidos.[16]
- 1972 - El bagualón de las palmas ;  Buenos Aires Huemul.[17]
- 1981 - El cuento argentino 1930-1959, selección, prólogo y notas por Eduardo Romano Buenos Aires : Centro Editor de América Latina.
- 2014 - Nuevamente el camino : y otros textos, con introducción, cronología, bibliografía y notas de María Eugenia De Zan. Santa Fe, Argentina : Universidad Nacional del Litoral ; Paraná, Entre Ríos, Argentina : Universidad Nacional de Entre Ríos.[18]
- Artículos publicados en Diario El Litoral (Santa Fe) en Hemeroteca Digital Fray Francisco de Paula Castañeda.[19]